# Elkhorn (Kalifornia)
Elkhorn statisztikai település az USA Kalifornia államában, Monterey megyében. Lakosainak száma 1588 fő (2020. április 1.).

## Népesség
A település népességének változása:

| 2010 | 1 565 |
| 2020 | 1 588 |